# أولريكه ماي
أولريكه ماي (بالألمانية: Ulrike Mai)‏ (و. 1960  م) هي ممثلة صوت، وممثلة مسرحية، وممثلة أفلام ألمانية، ولدت في درسدن سنة 1960، درست المسرح مابين سنة 1978 إلى 1981.

## وصلات خارجية
- أولريكه مي على موقع IMDb (الإنجليزية)
- أولريكه مي على موقع ألو سيني (الفرنسية)
- أولريكه مي على موقع قاعدة بيانات الأفلام السويدية (السويدية)
- أولريكه مي على موقع قاعدة بيانات الفيلم (الإنجليزية)
- أولريكه مي على موقع كينوبويسك (الروسية)
- أولريكه ماي في قاعدة بيانات الأفلام على الإنترنت